# HD 90853
s Carinae
Ne doit pas être confondu avec S Carinae (HD 88366).
Désignations
s Carinae (s Car), également désignée HD 90853 ou HR 4114, est une étoile de la constellation de la Carène. Sa magnitude apparente est de +3,82.
s Carinae est une géante lumineuse jaune-blanche de type spectral F2II. D'après la mesure de sa parallaxe annuelle par le satellite Hipparcos, elle est située à environ 1340 années-lumière de la Terre. Elle s'éloigne du Système solaire à une vitesse radiale de +9 km/s.